# Opius rarus
Opius rarus är en stekelart som beskrevs av Zaykov och Fischer 1983. Opius rarus ingår i släktet Opius och familjen bracksteklar. Inga underarter finns listade i Catalogue of Life.